# 悲しきサルタン
「悲しきサルタン」（原題：Sultans of Swing）は、イギリスのロックバンド、ダイアー・ストレイツが1978年にデビュー・シングルとして発表した楽曲。作詞･作曲はヴォーカルとリードギターを担当するグループのリーダー、マーク・ノップラーで、彼らのファースト･アルバムである『悲しきサルタン』（1978年、原題は"Dire Straits"）の6曲目に収められている。
ノップラーは当初、オープン・チューニングのスティール・ギターを使って作曲したが退屈に感じられ、1977年にストラトキャスターを購入した後、歌詞はそのままにして曲に手を加えたという。

## 反響・影響
1979年の3月に全英8位、4月に全米4位を記録する大ヒットとなった。
ノップラーによるギター・ソロは、『ギター・ワールド』誌が2008年に選出した「100グレイテスト・ギター・ソロ」で22位にランク・イン。
「悲しきサルタン」は2009年の音楽ゲーム『ギターヒーロー5』で使用された。
アイルランドのロックバンドサルタンズ・オブ・ピング・FCのバンド名はこの曲のタイトルから由来している。